# Maranayog
Maranayog es un despoblado peruano ubicado en el distrito de Cajatambo, perteneciente a la provincia homónima del departamento de Lima, al centro oeste del Perú. 

## Ubicación
Maranayog se ubica al norte de la provincia de Cajatambo, en el distrito de Cajatambo, en el departamento de Lima.

## Demografía
En 2017 Maranayog no tuvo a ningún habitante empadronado.